# Dignala
Dignala é uma vila no distrito de Barddhaman, no estado indiano de Bengala Ocidental.

## Demografia
Segundo o censo de 2001, Dignala tinha uma população de 12 510 habitantes. Os indivíduos do sexo masculino constituem 54% da população e os do sexo feminino 46%. Dignala tem uma taxa de literacia de 78%, superior à média nacional de 59,5%: a literacia no sexo masculino é de 85% e no sexo feminino é de 70%. Em Dignala, 9% da população está abaixo dos 6 anos de idade.